# Cedro-da-madeira
O  cedro-da-madeira  ou cedro-das-canárias (Juniperus cedrus) é uma planta da família botânica Cupressaceae. É uma espécie endémica dos arquipélagos das Canárias (onde ocorre nas ilhas de La Palma e de Tenerife) e da Madeira (ilha da Madeira). A sua denominação científica é Juniperus cedrus (Webb & Berthel. subsp. maderensis (Menezes) Rivas Mart., Capelo, J.C.Costa, Lousã, Fontinha, R. Jardim & M.Seq.).
Apresenta-se como uma árvore dioica com folhagem persistente, que pode chegar aos 20 metros de altura. Apresenta um tronco acastanhado e ramos pendentes.
As folhas são pequenas e em forma de agulha, com duas riscas brancas na página superior. Encontram-se dispostas em verticilos de 3.
Os frutos são gálbulos mais ou menos globosos, com cerca de 1 centímetro de diâmetro, de cós acastanhada ou avermelhada quando maduros.
Aquando da descoberta da ilha da Madeira era muitíssimo mais abundante do que hoje em dia dado que restam escassos indivíduos na natureza.
Um alvará do rei D. João II em 1493 faz referência ao cedro-da-Madeira, restringindo o seu corte. Silva e Menezes (1946) referem que nos finais do século XIX ainda existiriam diversos bosquetes desta árvore mas que a mesma teria praticamente desaparecido da natureza em meados do século XX.
Apresenta floração: Janeiro a Março.
Ao longo dos tempos a madeira do cedro-da-Madeira, dado a sua excelente qualidade: cor amarelado-dourada ou avermelhada e qualidade aromática foi muito utilizada no passado em carpintaria e em marcenaria, tendo sido inclusivamente usada em alguns dos edifícios históricos do Funchal (Sé e Velha Alfândega). A sua raridade actual impede qualquer tipo de exploração.